# أندرياس مولر (مستشرق)
أندرياس مولر (1630 في غريفنهاغن (بوميرانيا )؛ † 26 تشرين الأول 1694 في شتيتين) كان عميدًا لسانت نيكولاي في برلين. وباعتباره خبيرًا استثنائيًّا في اللغات الشرقية في عصره، فقد ساهم بشكل خاص في تعريف شمال ألمانيا باللغة الصينية.

## الحياة
وُلِد أندرياس مولر ابنًا للتاجر ومالك الأراضي يواكيم مولر وكاترينا جيريك. كان والده يقدر التعليم الجيد، فأرسله إلى المعهد التربوي الأميري (الذي أصبح فيما بعد ريجيوم جيمنازيوم كارولينوم) في شتيتين.
التحق في عام 1646 بجامعة روستوك، حيث درس اللاهوت واللغات الشرقية. قبل أن يناقش هناك في 9 مارس 1653، كان قد أكمل مهاراته اللغوية في جامعة فيتنبرغ تحت إشراف أندرياس سينيرت (1605-1689). وبعد بضعة أسابيع أصبح مديرًا للمدرسة في كونيجسبيرج في نيومارك، وهو المنصب الذي تخلى عنه مرة أخرى في عام 1654.

## الأعمال
في بعض كتاباته، أطلق مولر على نفسه اسم أندرياس موليروس جريفنهاجيوس نسبة إلى مسقط رأسه واستخدم الاسم المستعار بارنيموس هاجيوس.
تتناول العديد من أعماله غير اللاهوتية تاريخ الصين وثقافتها ولغتها. كانت المصادر المتاحة له، مثل كل المعرفة عن الشرق في ذلك الوقت، متأثرة باليسوعيين ، حيث كان لهذه الطائفة احتكار نقل المعرفة عن آسيا. 
- 1655: ساعة لغات الشرق (شتيتين)
- 1670: بحث جغرافي وتاريخي، دي شاتاجا، مخصص لإدموند كاستل
- 1670: أوبس سينكرومانسومورم – تاريخ عالمي مبني على حسابات رياضية وفلكية (3 مجلدات؛ أعيد طبعها عام 1685)
- 1671: مارسي باولي فينيتي، عن المناطق الشرقية، ثلاثة كتب؛ مجلد هايثوني، تاريخ أرمني شرقي
- 1672: النصب الصيني – حول المسلة النسطورية
- 1674: سبع ملاحظات حول الأشياء الصينية، سبع رسائل عن تاريخ الصين وعلم الفلك والجغرافيا
- 1680: دليل الأسماء الجغرافية للإمبراطورية الصينية – قائمة تضم 1783 اسم مكان وجغرافيا. الإحداثيات
- 1683: من الكسوفات العاطفية
- 1684: جزء آخر من كتالوج الكتب الصينية... كتالوج المكتبة للمقتنيات الجديدة 1683، مع قائمة الأباطرة
- 1695: مختارات: أعمال شرقية مختارة في مجلد واحد. urn:nbn:de:bvb:12-bsb10872439-1:{{{2}}}

كان هناك عمل آخر يسمى "كلافيس سينيكا"، والذي تعرض لانتقادات شديدة بعد الإعلان عنه في عام 1674 وكان يهدف إلى تسهيل تعلم اللغة الصينية، وقد أحرقه قبل وفاته بفترة وجيزة، بعد أن كان يعمل عليه منذ عام 1668. ولم يتبق إلا عدد قليل جدًا من مخطوطاته، التي يقال إنها كانت تتألف من 150 مجلدًا. وقد حفظت خطبه الجنائزية في ثلاثة مجلدات.